# Adrian Vîlcu
Adrian Vîlcu (n. 13 iulie 1967, București, România)  este un actor român de teatru și film.

## Filmografie
- Veronica (1973)
- Veronica se întoarce (1973)
- Revanșa (1978) - băiatul comisarului Moldovan
- Saltimbancii (1981) - Geo
- Un saltimbanc la Polul Nord (1982) - Geo
- Prea tineri pentru riduri (1982)
- Fram (1983) - serial TV - Geo
- Prea cald pentru luna mai (1984)
- Racheta albă (1984) - serial TV
- Noi, cei din linia întâi (1986)
- Zîmbet de Soare (1988)
- Fără lumini de poziție (1989)
- Un studio în căutarea unei vedete (1989)
- Drumeț în calea lupilor (1990)
- Subspecies (1991)
- Campioana (1991)
- Liceenii Rock'n'Roll (1991) - Radu
- Telefonul (1992)
- Începutul adevărului (Oglinda) (1994) - regele Mihai I al României
- Punctul zero (1996)
- Vreau să trăiesc! (2006)
- Inima de tigan (2007)
- Maria, Regina României (2019)